# Eaton Mascott
Eaton Mascott – przysiółek w Anglii, w Shropshire, w dystrykcie (unitary authority) Shropshire. Leży 10 km od miasta Shrewsbury. Eaton Mascott jest wspomniane w Domesday Book (1086) jako Etune.